# Gottenheim
Gottenheim è un comune tedesco di 2 478 abitanti, situato nel land del Baden-Württemberg.